# Buchanan (Wisconsin)
Buchanan – miasto w Stanach Zjednoczonych, w stanie Wisconsin, w hrabstwie Outagamie.